# 미드나이트 스카이
《미드나이트 스카이》(영어: The Midnight Sky)는 2020년 개봉한 미국의 SF 영화이다. 조지 클루니가 감독과 주연을 맡았고, 그 외에 펄리시티 존스, 카일 챈들러, 데이비드 오옐로워, 데미안 비치르 등이 출연하였다. 원작은 릴리 브룩스돌턴의 소설 "굿모닝 미드나이트"이다.
2020년 12월 11일 제한 상영이 이뤄졌으며, 23일 넷플릭스에서 공개되었다.
2021년 제93회 아카데미상 시각효과상 후보(맷 캐즈미어, 크리스 로런스, 맥스 솔로몬, 데이비드 왓킨스)에 올랐다.

## 줄거리
학자 오거스틴은 거주가능성이 있는 행성 연구에만 몰두하다가 연인과 헤어진다. 후에 오거스틴은 자신에게 딸이 생겼다는 사실을 알게 되지만 만나지 않는다.
30년 뒤인 2049년, 영화 내에서 명확한 언급이 없는 모종의 재앙이 지구에 일어나 인류 대다수가 증발하고 지표면은 이온화 방사선으로 오염된다. 혈액투석이 필요한 병에 걸린 오거스틴은 탈출을 거부하고 남극 기지 유일한 거주자로 남는다.
오거스틴은 우주에서 임무를 수행 중이라 지구 상황을 아직 모르고 있을 불특정 다수에게 연락을 취하고자 한다. 유일하게 탐지된 우주선은 과거 오거스틴 본인이 발견했던 목성의 위성 K-23에서 지구로 귀환 중인 이서 뿐인데...

## 출연진
- 조지 클루니 - 오거스틴 로프트하우스 역
  - 이선 펙 - 젊은 오거스틴 로프트하우스 역
- 펄리시티 존스 - 아이리스 "설리" 설리번 역: NASA 임무 전문가 역
- 카일 챈들러 - 톰 미첼 역: 우주선 조종사.
- 데이비드 오옐로워 - 톰 아데월레 사령관 역: 설리의 연인.
- 티퍼니 분 - 마이아 역: 항공기관사.
- 데미안 비치르 - 산체스 역
- 케일린 스프링올 - 아이리스 역
- 소피 런들 - 진 설리번 역